# Folkeafstemning om nedsættelsen af valgretsalderen fra 20 til 18
Folkeafstemning om nedsættelsen af valgretsalderen fra 20 til 18 blev afholdt 19. september 1978. Valgdeltagelsen lå på 63,4 procent (uden Grønland og Færøerne). 34,2 procent af de stemmeberettigede stemte ja, medens 29,3 procent stemte nej, hvormed valgretsalderen blev nedsat fra 20 til 18.
Folketinget valgte i 1976 at sænke myndighedsalderen til 18 år. Dette førte til diskussion om, hvorvidt 18-årige også burde kunne stemme. I 1978 valgte Folketinget at sætte valgretsalderen ned fra 20 til 18 år. For at sænke valgretsalderen kræves  der ifølge grundloven en folkeafstemning. Den 19. september 1978 godkendtes forslaget af vælgerne, der stemte for.

## Resultat
| Valg                            | Stemmer   | %    |
| ------------------------------- | --------- | ---- |
| For                             | 1.224.455 | 53,8 |
| Imod                            | 1.049.837 | 46,2 |
| Ugyldige/blanke stemmer         | 8.984     | –    |
| I alt                           | 2.283.276 | 100  |
| Registrerede stemmer/deltagelse | 3.615.158 | 63.2 |
| Kilde: Nohlen & Stöver          |           |      |